# Co-coaching
Le co-coaching est une démarche par laquelle deux personnes s'aident mutuellement à améliorer leur capacité ou comportement dans un domaine précis (sportif, artistique, technique, management, gestion de son temps). Dans la 1re demi-heure une personne est le coach et l'autre le client, dans la 2e demi-heure c'est l'inverse.
Autre définition : la démarche de co-coaching repose sur les fondamentaux de l'approche systémique et constructiviste; (1) co-construction d'un système autour d'un projet stratégique comme principe organisateur (2)créer et faciliter les interactions entre les parties prenantes du projet. Au préalable il faut identifier les conditions nécessaires à l'implantation de la démarche et par la suite, co-construire une démarche pertinente en fonction du contexte du client.

## Contrat de Co-coaching
Cet échange de bon procédé gagnant-gagnant est basé sur un contrat oral ou écrit, en principe bénévole et équilibré. Ce contrat précise :
- les objectifs que chacun se fixe,
- la périodicité et la durée de chaque séance et du contrat,
- les modalités (mode de fonctionnement, lieu de rendez-vous, préparatifs),
- les règles du jeu (confidentialité, écoute active, bienveillance, assiduité...),
- les questions que chacun posera à l'autre et qui serviront de structure aux entretiens, par exemple :
  - "quelles sont les améliorations que tu as apportées cette semaine ?",
  - "quelles sont tes difficultés concernant tel sujet et à quoi les attribues-tu ?",
  - "comment procéderas-tu dans les jours qui viennent ?".

Les participants n'ont pas besoin d'avoir un niveau élevé dans le domaine à améliorer. Le questionnement socratique (voir Maïeutique) bienveillant peut être suffisant ; à noter que ce questionnement requiert lui-même des capacités !
Le domaine à améliorer peut être identique pour les deux personnes ou différent.

## Variante
Une variante est sous forme d'un groupe de quelques personnes ou chaque membre devient le "client" pendant un temps imparti tandis que les autres sont les coaches.

## Avantages
Souplesse, gratuité, étendue des domaines possibles.
Cette approche moderne demande une implication personnelle des participants et un appui indéfectible de la direction dans la poursuite du changement.

## Formes
Il existe de nombreuses formes de coaching reciproque qu'on peut utiliser en pratique. L'une d'entre elles consiste à ce que chaque personne joue le rôle de coach à tour de rôle lors de sessions d'une demi-heure. Dans ce cas, le coach entraîne la  personne en tutelle pendant une demi-heure, tandis que cette personne s'entraîne. Pendant ce temps, le coach perfectionne ses techniques de coaching et la personne en tutelle finit par donner au coach un retour d'information sur ses performances (bonnes et mauvaises). Selon Daniel Goleman, la capacité à subordonner la satisfaction immédiate aux objectifs à long terme est la compétence psychologique la plus importante. Lorsqu'un coach a terminé son coaching, il devient une personne en tutelle  et l'ancienne personne en tutelle  devient un coach. Pendant ces séances d'une demi-heure on utilise un outil de retour d'information rapide pour le développement personnel dans le cadre du coaching. Ce n'est qu'une forme de coaching, mais il en existe d'autres avec la technique de base du coach et de la  personne en tutelle, où chaque participant reçoit à tour de rôle un retour d'information de l'autre sur son travail.